# Georges Pirot
Pour les articles homonymes, voir Pirot (homonymie).
Georges Pirot, né le 17 février 1898 à Chassignolles et décédé le 29 mars 1982 à Châteauroux, est un résistant et homme politique français.

## Biographie
Fils d'un cultivateur radical-socialiste et cultivateur lui-même, Georges Pirot, mobilisé en mars 1917, est huit mois au front en Champagne, au 333e régiment d'infanterie. Démobilisé en 1920, il est ensuite gardien de la paix, magasinier et garçon de café à Paris, revient au Berry et est exploitant agricole en 1933 à Jeu-les-Bois (Indre). Il a adhéré au Parti communiste en 1925, à 27 ans, et entre au bureau fédéral de l'Indre. Il se présente aux élections législatives de 1933 dans l'arrondissement de La Châtre mais n'est pas élu.
Après avoir été remobilisé de 1939 à 1941, il entre dans la Résistance dans l'Indre. Il crée à Cluis une imprimerie clandestine, édite des tracts et un journal, La Riposte. Il rejoint les Francs-Tireurs et Partisans et en commande le groupe Indre-Sud, sous le nom de capitaine Georges.
Après la guerre, Georges Pirot est responsable pour l'Indre de la Confédération générale de l'agriculture et fonde un journal, l'Aurore Paysanne (1945-1958). Il n'est pas élu aux deux Assemblées constituantes mais l'est le 10 octobre 1946 à l'Assemblée législative.
Membre des commissions de l'agriculture et du ravitaillement, il se spécialise sur l'agriculture et effectue un travail considérable : quatre propositions de résolutions et huit rapports, toujours sur des problèmes concrets relatifs à la vie des gens, tels que le droit de chasse, la liberté de vente des poissons, la qualité de l'avoine et celle du pain. Il consacre onze interventions aux problèmes agricoles. Il est désigné en 1946 comme juré à la Haute cour de justice.
Georges Pirot est battu aux élections législatives du 17 juin 1951, les communistes perdant leurs deux sièges, sur les quatre de l'Indre, mais, conduisant la liste communiste à celles du 2 janvier 1956 qui obtient 32,5 % des suffrages exprimés et deux sièges, il revient à l'Assemblée nationale. Inscrit à la commission des affaires économiques, il se consacre toujours aux problèmes agricoles. Il échoue aux élections législatives de novembre 1958 lors de la vague gaulliste ainsi qu'à celles du Sénat en 1959 et 1962.
Georges Pirot décède à 84 ans. 

## Œuvre
- Mémoires d'un petit paysan berrichon du Boischaut Sud de l'Indre, préface par Marcel Lemoine, 205 p., Société d'Éditions Nouvelles de l'Indre, Châteauroux, 1981.

## Sources
- Assemblée nationale, base de données historique des anciens députés.
- Jean-Louis Laubry, "Un Résistant communiste dans le sud de l'Indre, présentation et notes", in Bulletin de l'Association pour la sauvegarde du patrimoine historique et archéologique de la région d'Éguzon et du sud de l'Indre (ASPHARESD), n° 12, 1996, Éguzon.
- Georgette Guéguen Dreyfus, Résistance Indre et Vallée du Cher, préface de Roland Despains et M. Rousselet, Éditions Sociales, Paris, 2 tomes, 1970 et 1972.